# Muhammad Szarif Pasza el-Kabir
Muhammad Szarif Pasza el-Kabir (ur. ?, zm. 1865) – egipski polityk, w 1844 roku minister finansów. Bliski współpracownik Muhammada Alego oraz ojciec Halila Şerifa Paszy.